# Aksaray (provincie)
Aksaray is een provincie in Turkije. De provincie is 8051 km² groot en telde 416.367 inwoners bij de volkstelling van 2019. De hoofdstad is het gelijknamige Aksaray.

## Bevolking
Op 1 januari 2019 telde de provincie Aksaray 416.367 inwoners. In 2015 bedroeg de urbanisatiegraad ruim 65%.
| Bevolking | 127.031 | onbekend | onbekend | onbekend | onbekend | onbekend | 326.399 | 396.084 | 416.367 |

## Bestuurlijke indeling

### Districten
De provincie bestaat uit de volgende 8 districten:
| - Aksaray - Ağaçören - Eskil - Gülağaç | - Güzelyurt - Ortaköy - Sarıyahşi - Sultanhanı (sinds 2017) |